# Речитатив
Речитативът (на италиански: recitativo, съществително от прилагателното „рецитационен“) е мелодичен монолог или разговор, вмъкнат в музикално произведение – най-често мелодрама, кантата, оратория или опера. За разлика от арията, речитативът не е изпян, а издекламиран в близка до песенната и много драматична форма текст.
Видовете речитатив са различни: secco, „сух“ (без музикален съпровод или само в съпровода на басо континуо), accompagnato, „акомпанято“ изпълнява се със съпровод на оркестър, нарича се още obbligato или strumentato, и други.